# Formuła 2

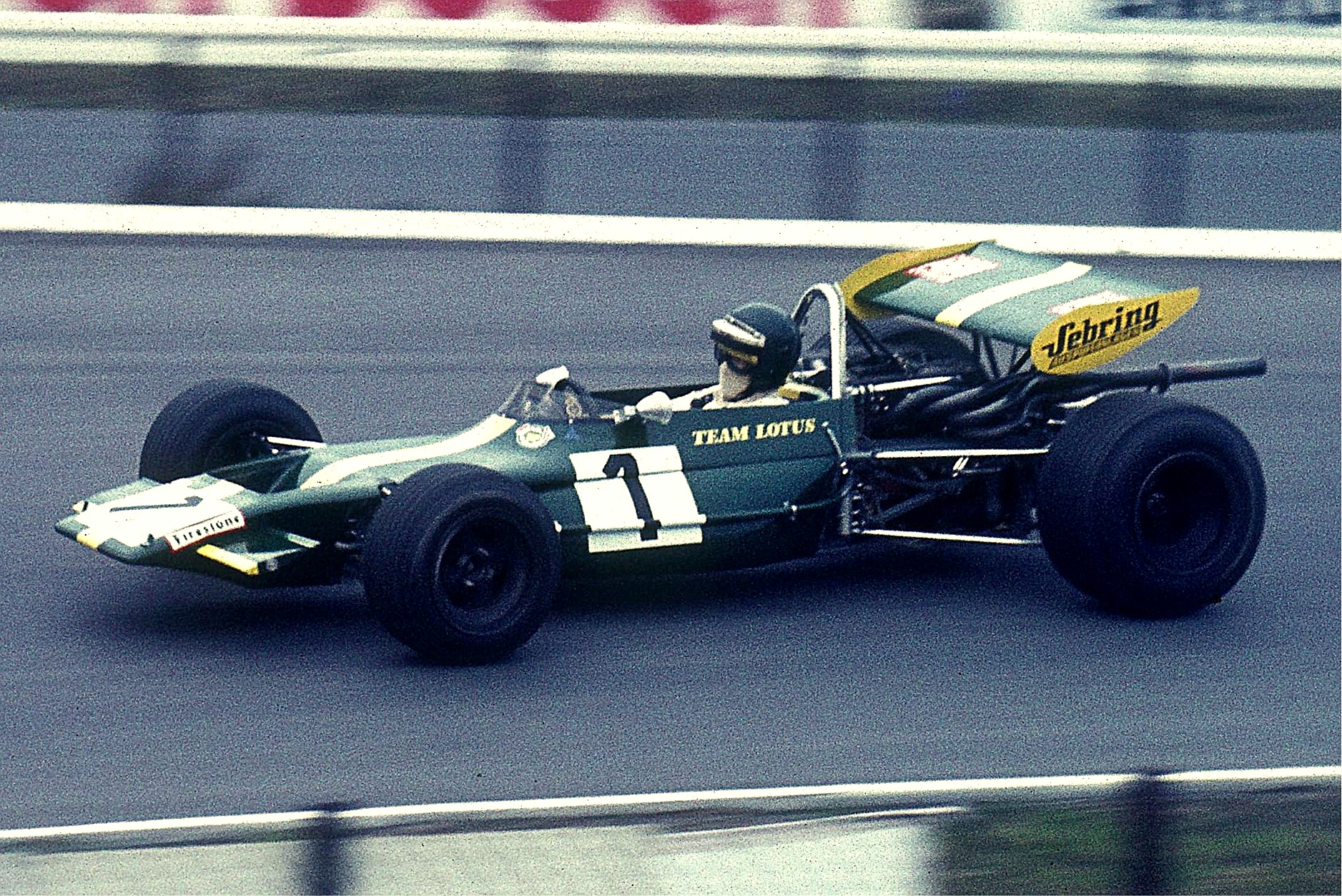
Samochód Formuły 2 z 1970 roku

Formuła 2 (F2) – klasa wyścigowa samochodów jednomiejscowych o otwartym nadwoziu; oficjalnie istniejąca w latach 1948–1984, 2009–2012 oraz od 2017 roku.

## Lata 1948–1984
W trakcie swojego istnienia F2 była naturalnym zapleczem dla Formuły 1. Tę tradycję kontynuowała najpierw Formuła 3000, a od 2005 roku GP2.
W latach 1952–1953 Mistrzostwa Świata Formuły 1 były rozgrywane według specyfikacji F2 (używano silników bez turbodoładowania o pojemności 2 litrów, lub półtoralitrowych silników z turbodoładowaniem). W obu tych latach tytuł mistrzowski zdobył Alberto Ascari.
W latach 1961–1963 Formuła 2 została zastąpiona przez nową klasę, Formułę Junior. W 1964 roku przywrócono cykl F2, lecz przez dwa kolejne sezony samochody używały silników o pojemności jednego litra. Wobec dużej różnicy w stosunku do mocy jednostek napędowych ówczesnej Formuły 1, w 1967 roku Fédération Internationale de l’Automobile podjęła szereg decyzji, które zrewolucjonizowały pozycję F2 i przyczyniły się do wzrostu jej prestiżu.
W 1967 roku Fédération Internationale de l’Automobile oficjalnie wprowadziła cykl Mistrzostw Formuły 2. Równocześnie zmieniono regulamin techniczny serii; w latach 1967–1971 używano silników o pojemności 1,6 litra, po czym w 1972 roku wprowadzono jednostki napędowe o pojemności dwóch litrów. Ten limit obowiązywał już do ostatecznego końca F2, czyli do 1984 roku.
Wzrost prestiżu F2 spowodował, iż coraz częściej w wyścigach obok młodych adeptów kierownicy startowali również kierowcy Formuły 1, którzy tym samym wypełniali sobie wolny czas między poszczególnymi Grand Prix. 
Na początku lat 80. XX wieku wzrost kosztów udziału w Formule 2 przyczynił się do spadku zainteresowania wśród grona właścicieli i konstruktorów. Na placu boju pozostały tylko potężne koncerny jak Honda, BMW oraz Renault. Wobec takiego stanu rzeczy, wraz z końcem 1984 roku Fédération Internationale de l’Automobile zdecydowała się na zastąpienie cyklu F2 przez tańszą wersję, czyli Formułę 3000. W mistrzostwach F3000 wszystkie zespoły używały standardowej jednostki napędowej Forda.

## Pierwszy powrót (2009-2012)

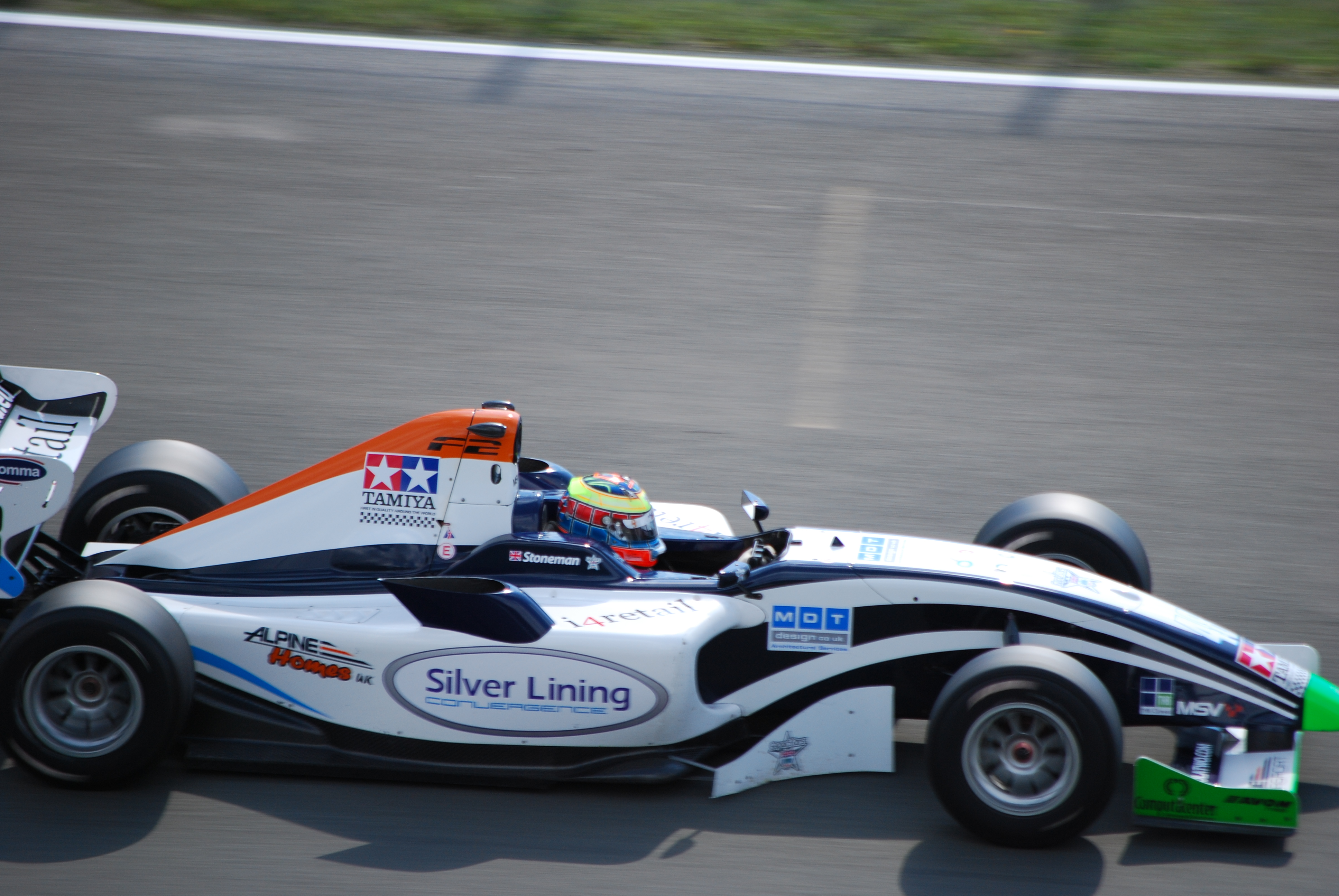
Dean Stoneman podczas wyścigu Formuły 2 na torze Motorsport Arena Oschersleben (2010)

W czerwcu 2008 roku, Fédération Internationale de l’Automobile ogłosiła plany powrotu Formuły 2. Tym razem stała się ona serią monomarkową, a kierowcy korzystali z tego samego podwozia i tej samej jednostki napędowej. Promotorem mistrzostw została firma MotorSport Vision, kierowana przez Jonathana Palmera. Brytyjska firma też wygrała przetarg na dostawę samochodów i silników, zlecając budowę samochodów Williamsowi. Osiągi samochody miały być między Formułą 1 a Formułą 3, a koszt startu w sezonie dla kierowcy wyniosły 195 tysięcy funtów. Mistrz Formuły 2 otrzymywał także możliwość przeprowadzenia testów w bolidzie Formuły 1 z zespołem Williams.
Pierwszy sezon mistrzostw składało się z ośmiu podwójnych rund między majem a listopadem. Weekend składał się z dwóch sesji treningowych, dwóch oddzielnych sesji kwalifikacyjnych i dwóch 110-kilometrowych wyścigów w każdy weekend. Pierwszym mistrzem reaktywowanej Formuły 2 został Andy Soucek, jednak sezon był przyćmiony śmiercią Henry'ego Surteesa podczas drugiego wyścigu na torze Brands Hatch.
Przez pierwsze dwa sezony, Formuła 2 towarzyszyła serii WTCC. Po sezonie 2012, promotor postanowił zakończyć działalność serii, z powodu jego niewielkiego sukcesu i faktu, iż Formuła 2 jako seria monomarkowa nie sprawdziła się.
W sezonach 2009-2011, za opony odpowiadała firma Avon, natomiast w 2012 odpowiedzialna była Yokohama.

## Drugi powrót (od 2017)
W 2015, Fédération Internationale de l’Automobile rozpoczęła prace nad nową Formułą 2, która miała na celu wypełnienie luki między Formułą 1 a Formułą 3. W grudniu tego samego roku, Światowa Rada Sportów Motorowych poinformowała, że za prowadzenie Formuły 2 odpowiedzialny będzie promotor serii GP2. 
9 marca 2017, Światowa Rada Sportów Motorowych postanowiła zatwierdzić zmianę nazwy serii GP2 na Formułę 2, wypełniając obietnicę Jeana Todta, który obiecał utworzyć przejrzystą drabinkę rozwoju dla młodych kierowców.

## Mistrzowie FIA Formuły 2
| Sezon                                 | Kierowca              | Zespół                  | Samochód             | Pole position        | Zwycięstwa           | Podium               | Najszybsze okrążenie | Punkty               |
| Europejska Formuła 2                  | Europejska Formuła 2  | Europejska Formuła 2    | Europejska Formuła 2 | Europejska Formuła 2 | Europejska Formuła 2 | Europejska Formuła 2 | Europejska Formuła 2 | Europejska Formuła 2 |
| ------------------------------------- | --------------------- | ----------------------- | -------------------- | -------------------- | -------------------- | -------------------- | -------------------- | -------------------- |
| 1967                                  | Jacky Ickx            | Tyrrell Racing          | Matra–Cosworth       | 2                    | 2                    | 4                    | 3                    | 45                   |
| 1968                                  | Jean-Pierre Beltoise  | Matra Sports            | Matra–Cosworth       | 2                    | 3                    | 5                    | 1                    | 48                   |
| 1969                                  | Johnny Servoz-Gavin   | Matra International     | Matra–Cosworth       | 1                    | 1                    | 2                    | 1                    | 37                   |
| 1970                                  | Clay Regazzoni        | Tecno Racing Team       | Tecno–Cosworth       | 2                    | 3                    | 5                    | 1                    | 44                   |
| 1971                                  | Ronnie Peterson       | March Engineering       | March–Cosworth       | 7                    | 4                    | 6                    | 5                    | 54                   |
| 1972                                  | Mike Hailwood         | Team Surtees            | Surtees–Cosworth     | 1                    | 2                    | 5                    | 2                    | 55                   |
| 1973                                  | Jean-Pierre Jarier    | March Engineering       | March–BMW            | 4                    | 7                    | 8                    | 5                    | 78                   |
| 1974                                  | Patrick Depailler     | March Engineering       | March–BMW            | 3                    | 4                    | 6                    | 2                    | 54                   |
| 1975                                  | Jacques Laffite       | Ecurie Elf              | Martini–BMW          | 6                    | 6                    | 7                    | 4                    | 60                   |
| 1976                                  | Jean-Pierre Jabouille | Equipe Elf              | Elf 2J–Renault       | 4                    | 3                    | 6                    | 1                    | 53                   |
| 1977                                  | René Arnoux           | Ecurie Renault Elf      | Martini–Renault      | 1                    | 3                    | 6                    | 1                    | 52                   |
| 1978                                  | Bruno Giacomelli      | Polifac BMW Junior Team | March–BMW            | 8                    | 8                    | 10                   | 6                    | 82                   |
| 1979                                  | Marc Surer            | Polifac BMW Junior Team | March–BMW            | 2                    | 2                    | 6                    | 1                    | 38                   |
| 1980                                  | Brian Henton          | Toleman Group           | Toleman–Hart         | 2                    | 3                    | 9                    | 7                    | 61                   |
| 1981                                  | Geoff Lees            | Ralt Racing Ltd.        | Ralt–Honda           | 1                    | 3                    | 6                    | 5                    | 51                   |
| 1982                                  | Corrado Fabi          | March Racing Ltd.       | March–BMW            | 2                    | 5                    | 7                    | 3                    | 57                   |
| 1983                                  | Jonathan Palmer       | Ralt Racing Ltd.        | Ralt–Honda           | 4                    | 6                    | 10                   | 3                    | 68                   |
| 1984                                  | Mike Thackwell        | Ralt Racing Ltd.        | Ralt–Honda           | 6                    | 7                    | 8                    | 9                    | 72                   |
| Mistrzostwa FIA Formuły 2 (2009-2012) |                       |                         |                      |                      |                      |                      |                      |                      |
| 2009                                  | Andy Soucek           | MotorSport Vision       | Williams–Audi        | 2                    | 7                    | 11                   | 3                    | 115                  |
| 2010                                  | Dean Stoneman         | MotorSport Vision       | Williams–Audi        | 6                    | 6                    | 13                   | 6                    | 284                  |
| 2011                                  | Mirko Bortolotti      | MotorSport Vision       | Williams–Audi        | 7                    | 7                    | 14                   | 7                    | 316                  |
| 2012                                  | Luciano Bacheta       | MotorSport Vision       | Williams–Audi        | 3                    | 5                    | 10                   | 5                    | 231.5                |
| Mistrzostwa FIA Formuły 2 (od 2017)   |                       |                         |                      |                      |                      |                      |                      |                      |
| 2017                                  | Charles Leclerc       | Prema Racing            | Dallara-Mecachrome   | 8                    | 7                    | 10                   | 4                    | 282                  |
| 2018                                  | George Russell        | ART Grand Prix          | Dallara-Mecachrome   | 5                    | 7                    | 11                   | 6                    | 287                  |
| 2019                                  | Nyck de Vries         | ART Grand Prix          | Dallara-Mecachrome   | 5                    | 4                    | 12                   | 3                    | 266                  |
| 2020                                  | Mick Schumacher       | Prema Racing            | Dallara-Mecachrome   | 0                    | 2                    | 10                   | 2                    | 215                  |
| 2021                                  | Oscar Piastri         | Prema Racing            | Dallara-Mecachrome   | 5                    | 6                    | 11                   | 6                    | 252,5                |
| 2022                                  | Felipe Drugovich      | MP Motorsport           | Dallara-Mecachrome   | 4                    | 5                    | 11                   | 4                    | 265                  |
| 2023                                  | Théo Pourchaire       | ART Grand Prix          | Dallara-Mecachrome   | 2                    | 1                    | 10                   | 2                    | 203                  |
| 2024                                  | Gabriel Bortoleto     | Invicta Racing          | Dallara-Mecachrome   | 2                    | 2                    | 8                    | 2                    | 214,5                |
| 2025                                  | sezon w trakcie       | sezon w trakcie         | sezon w trakcie      | sezon w trakcie      | sezon w trakcie      | sezon w trakcie      | sezon w trakcie      | sezon w trakcie      |